# Cimanes del Tejar
Cimanes del Tejar è un comune spagnolo di 951 abitanti situato nella comunità autonoma di Castiglia e León.